# بروكار فاس

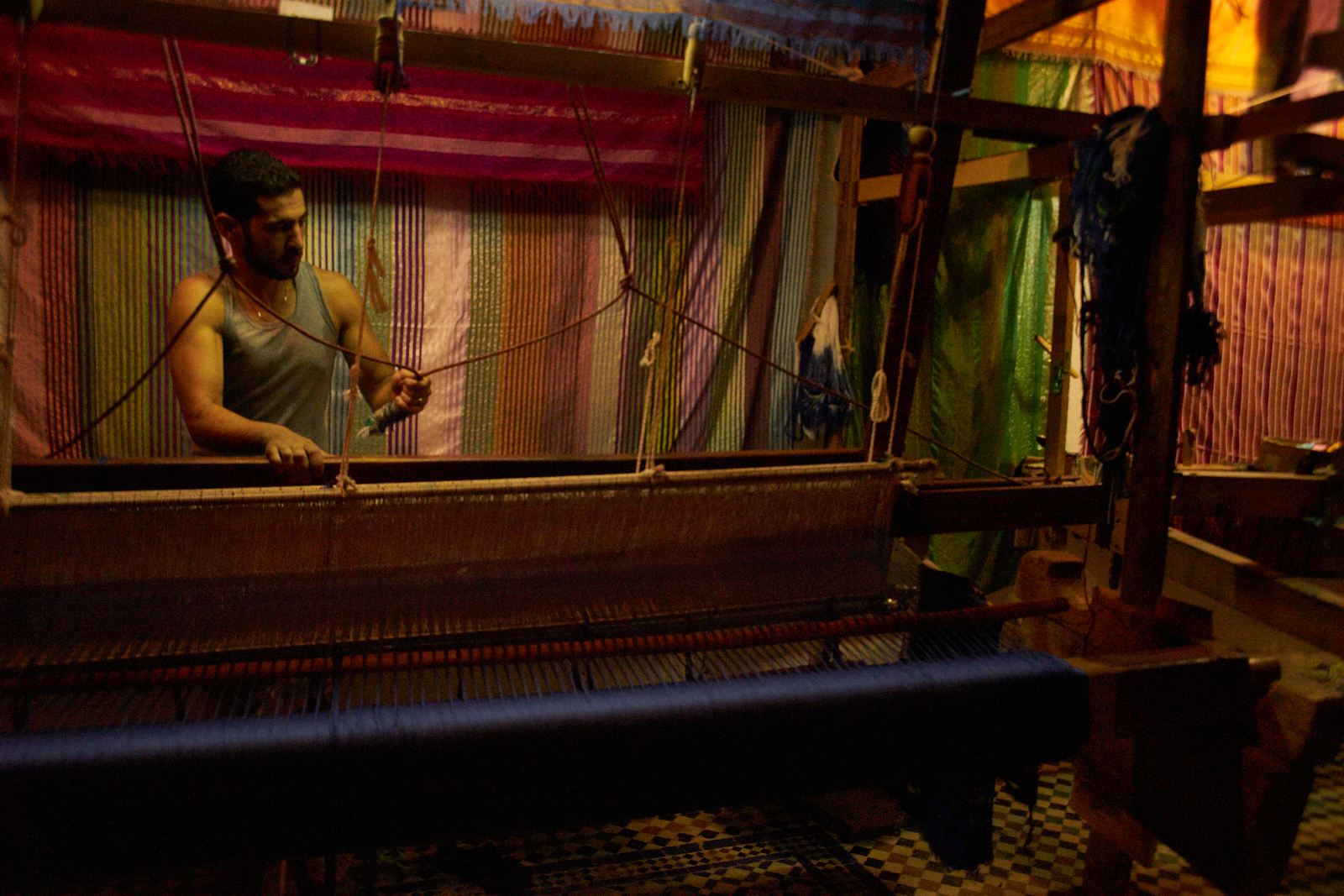
ورشة بروكار بفاس سنة 2017

بروكار فاس هو نسيج حريري فاخر مزين بتصاميم مطرزة بالذهب والفضة باستخدام تقنيات خاصة بمدينة فاس في المغرب. وهو  من الأثواب الفاخرة المصنوعة من خيوط الحرير أو “الصابرة”. هذا النسيج هو تقليد اختفى في أماكن أخرى في شمال إفريقيا. تقع آخر ورشة عمل لا تزال تصنع هذا النسيج في مدينة فاس القديمة.
على الرغم من السعر المرتبط بالفخامة ومدة تصنيع هذا المنتج، إلا أن بروكار فاس استطاع الحفاظ على سمعته من حيث الجودة عبر العصور.

## تاريخ
تعود هذه المعرفة الفنية إلى القرن الثالث عشر على الأقل في زمن السلاطين المرينيين الأوائل، حيث انصهرت صناعة البروكار مع الثقافة والفن المغربيين بعد أن جلبها إلى المغرب صناع توافدوا عليه من الأندلس.
في القرن التاسع عشر، اشتهرت عائلة بن شريف من فاس بممارسة هذه المهنة، وبالتالي تمكنت من الحفاظ على هذا التقليد.
منذ القرن الثامن عشر إلى بداية القرن العشرين، كان الذهب المستخدم في نسج الديباج بفاس 21 قيراطًا. في الوقت الحاضر، يتم استخدام خيوط ذهبية تسمى (الصقلي).
كان الرجل الفاسي أول من لبس هذا النوع من القماش المستخدم في قفطان (الملس)، مما يدل على فروسيته وانتمائه لأعيان القوم. بعد اختفاء هذا القفطان الرجالي، أخذته المرأة المغربية التي كانت تستخدمه في صناعة الملابس والتزيين الداخلي للمنازل وكذلك في المناسبات والاحتفالات.

## آخر ورشة عمل
آخر حرفيي صنعة البروكار في شمال إفريقيا هو عبد القادر الوزاني، وهو نساج في ورشته بمدينة فاس، حيث كان يشتغل منذ 63 عامًا.
يعتبر آخر شاهد نشط على حقبة ماضية. يتطلب عمله، الجسدي بقدر ما هو دقيق، مساعدة عامل "مُمدّد الخيوط" (الجبّاد)، المسؤول عن التعامل مع خيوط السدى لتشكيل نسج النمط المراد نسجه. يستغرق ذلك يوما كاملا لصنع متر من البروكار.
هذه المعرفة التي حازت على جائزة من قبل زبائن الرفاهية العالمية، أصبحت الآن في خطر، ولم يجد عبد القادر الوزاني أي شخص يتولى زمام الأمور.

## الحماية
من أجل إدامة نسج بروكار فاس المهدد بالانقراض، تم إبرام اتفاقية شراكة في فاس بين ممثلي اليونسكو في المغرب، والمديرية الجهوية للصناعات التقليدية والاقتصاد الاجتماعي بفاس، وغرفة الصناعة التقليدية لجهة فاس مكناس، ومديرية التكوين المهني والتكوين المستمر للصناع الحرفيين.
وبموجب هذه الاتفاقية، سيتم توفير تدريب مدته 9 أشهر لثمانية حرفيين شباب، فتيان وفتيات تقل أعمارهم عن 35 عامًا، يتم اختيارهم بعد مسابقة بهدف ضمان الخلف وإدامة مهنة نسج البروكار.
تربط هذه الشراكة أيضًا اليونسكو ولمعلم عبد القادر الوزاني، آخر معلم في مهنة البروكار، بهدف إنشاء ورشة عمل تدريبية لمتدربي البروكار.
بالإضافة إلى ذلك، قدّم بعض صانعي القفطان المغربي مثل محمد الخضر، في إطار الحفاظ على هذا الفن، مجموعة من القفاطين على أساس البروكار الفاسي. من خلال إعادة صياغة الزخارف القديمة وإنشاء أشكال جديدة، حاول محمد الخضر إضفاء حيوية جديدة على هذه الصناعة المغربية القديمة.

## المسمى الوظيفي
ينقسم بروكار فاس إلى نوعين: "البهجة" و "الخريب". الآلات المستخدمة في صناعة البروكار لم تخضع لأي تغيير، حيث استمر استخدام نسيج البروكار المسمى "المرمة بالجباد" المكون من إطار خشبي على شكل شبه منحرف.
إطار متوازي السطوح مكون من نصف عوارض خشبية يمكن مقارنته بإطار النساجين العاديين يدعم الملحقات. ينزل نصفان من العوارض الخشبية في مستوى مائل ويدعمان على ارتفاعات مختلفة لفتين (المطاوة) تعملان كعوارض ذات طبقتين من السدى، واحدة لخلفية القماش والأخرى للزخرفة.
إن الرافعة التي يتم من خلالها تعليق ثقل الموازنة تضمن شد طبقة السدى العلوية.

## النسيج
يشارك العديد من الحرفيين في نسج البروكار، وهم كالآتي:
- الزوّاق، وهو الرسام الذي يرسم أشكال وألوان النموذج على الورق باستخدام الأقلام المناسبة. يتم الاتفاق على الشكل والألوان بين الصانع المعلم والزبون.
- النيّار، وهو الصانع الذي يصنع الشفرة والمنسج ويعمل مستقلا خارج وحدة الإنتاج.
- المدوّر، وتتحدد وظيفته في تلفيف أو تكبيب جعب القصب بالخيوط قبل الشروع في عملية النسيج، وتسمى هذه العملية بـ"البوبيناج" أو "الكانتاج".
- الجبّاد، وهو الصانع الذي يسحب بيديه خيوط السبيب حزمة بعد حزمة حيث تشكل هذه الحزمات شكل الزواق المرغوب فيه.
- الصانع المعلم، وهو الصانع الذي يواكب جميع مراحل الإنتاج ويملي على كل المتدخلين في عملية النسج دورهم ويراقب أعمالهم، ويقوم بأهم الأدوار داخل وخارج المحرف. وهو الذي يلفف المطاوة بالخيوط الحريرية، ويختار شكل ولون الرسومات بتنسيق مع الزبون والرسام، ويحدد ثمن الصفقة، ويقوم بشراء الخيوط وصفحها ويهيئ الفتاقي، وبصفة عامة يقوم بجميع المهام التي تدخل في عملية النسيج وخصوصا تحديد عدد النيرات وعدد الخيوط التي ستشكل الزواق، وذلك للحصول على المنتوج المطلوب.